# Helge Svensson
Helge Vilhelm Svensson, född 6 april 1888 i Rappestads församling, Östergötlands län, död 22 april 1958 i Hogstads församling, Östergötlands län, var en svensk folkmusiker.

## Biografi
Helge Vilhelm Svensson föddes 6 april 1888 på Stora Forssa Södergård i Rappestads socken, Östergötlands län. Hans far Sven Peter Andersson och mor Hilda Carolina Carlsdotter var båda från Rappestads socken. År 1894 flyttar familjen med fyra barn till Mörby Kronogård i Hogstads socken.
År 1914 avlider fadern och äldsta sonen Per Arvid Svensson tar över arrendet för gården. Per Arvid flyttar 1923 till Rappestads socken och Helge Vilhelm Svensson tar då över arrendet.
När Helge Vilhelm Svensson var i tjugoårsåldern fick han höra en man i åttioårsåldern som spelade fiol. Han hette Hagman och kom från Stora Åby socken. Svensson hade sedan några år tillbaka lära sig fiol på egen hand och fick nu lära sig en del melodier av Hagman. Under senare år fick han kontakt med Erik Vilhelm Wärme, Ekeby socken och han spelar nu dennes låtar.

## Verklista
- Vals i D-dur (Efter Erik Vilhelm Wärme, Ekeby socken)
- Vals i D-dur (hört den på radio)
- Polska i D-dur (Svenssons mormor Anna Catharina Jacobsdotter som var från Kvistbro socken, Närke, brukade sjunga polskan)
- Polska i D-dur (Efter Erik Vilhelm Wärme, Ekeby socken)
- Schottisch i D-dur (finns två melodivarianter på denna, en östgötagubbe mellan 90 och 100 sjöng melodin för Svensson.
- Polska i D-dur (låten kallades för Hagmans polska)